# Émile Coué

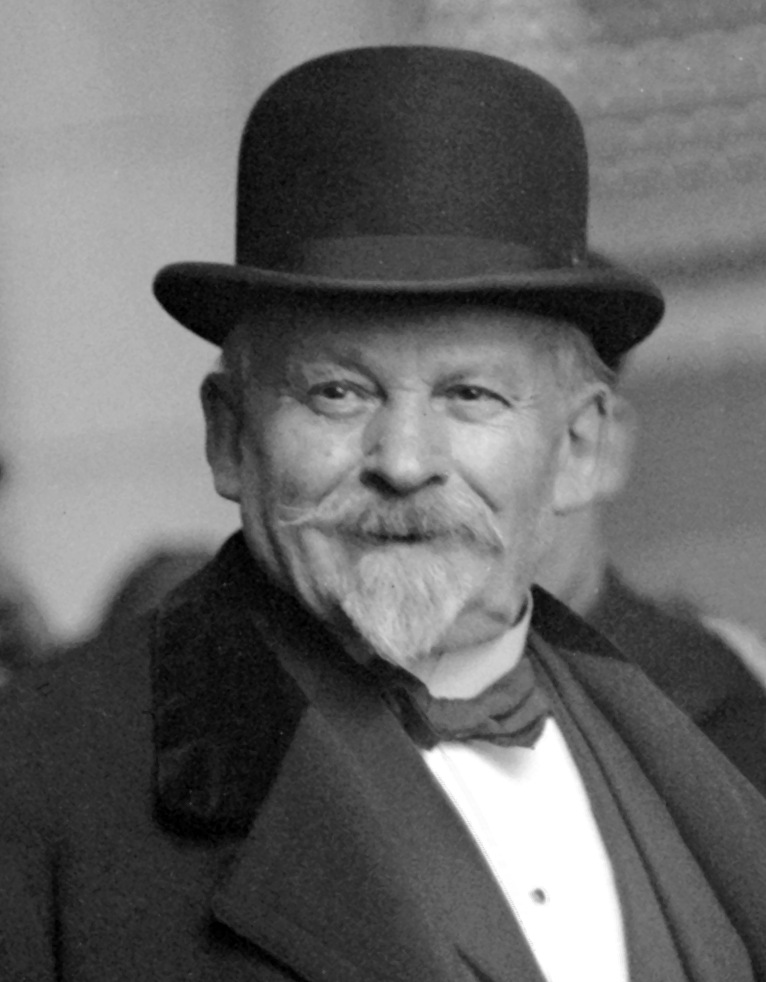
Émile Coué

Émile Coué (Troyes, Champaña-Ardenas; 26 de febrero de 1857-Nancy, Lorena; 2 de julio de 1926) fue un psicólogo y farmacólogo francés.

## Biografía
Coué procedía de una familia noble venida a menos de la Bretaña francesa, estudió química analítica y más tarde se cambió a farmacia, logrando graduarse en 1876; sus maestros lo describieron como un buen alumno.
Introdujo un método conocido como psicoterapia, una técnica de curación y automejoría que se sustenta en la autosugestión de la hipnosis. Se le conoce como el padre del condicionamiento aplicado.
Aprendió sobre la hipnosis por Ambroise-Auguste Liébault, el fundador de la Escuela de Nancy. En 1913 fundó la Sociedad de Psicología Aplicada de Lorena. Introdujo un nuevo método, el auto-comienzo de la autosugestión consciente, del cual escribió un libro. Modificó la teoría de Abbé Faria proponiendo que, para que la autosugestión fluyera de la mente, uno tenía que alimentarla primero: repitiendo palabras o imágenes como autosugestión para la mente subconsciente, uno puede condicionar su mente. Después, la mente condicionada es capaz de producir un comando autogenerado cuando la situación lo requiera.
Su muy conocido mantra, «Tous les jours, à tous points de vue, je vais de mieux en mieux» (‘Todos los días, en todos los sentidos, me va cada vez mejor’), es conocido como Couéismo o método Coué, y depende en gran parte de la repetición de la fórmula.
Durante su trabajo en la Farmacia de Troyes entre 1882 y 1910, descubrió el efecto placebo, donde el paciente se autosugestiona al estar bajo medicación.

## Obras importantes
- Self-Mastery Through Conscious Autosuggestion on Psychomaster Archivado el 19 de julio de 2006 en Wayback Machine.
- Afirmaciones y autosugestión. Coué, Émile.